# Women's Equal Suffrage Association of Hawai'i
Women's Equal Suffrage Association of Hawai'i (WESAH) var en organisation för kvinnors lika rättigheter i Hawaii i USA, verksam mellan 1912 och 1920. 
Det var Hawaiis lokalförening för den nationella rösträttsföreningen National American Woman Suffrage Association (NAWSA). Syftet var att verka för införandet av rösträtt för kvinnor. 